# 郑集乡 (虞城县)
郑集乡，是中华人民共和国河南省商丘市虞城县下辖的一个乡镇级行政单位。

## 行政区划
郑集乡下辖以下地区：
郑集村、刘庄村、宋楼村、小金村、张楼村、李三楼村、霍庄村、李集村、花红园村、潭洼村、徐彭楼村、张阁村、孙楼村、邢庄村、大金村、李阁村、张公店村、张小楼村、卢楼村、马庄村和新红村。